# Triepeolus buchwaldi
Triepeolus buchwaldi (лат.) — вид пчёл-кукушек рода Triepeolus из подсемейства Nomadinae (Apidae). Перу и Эквадор. Назван в честь G. V. Buchwald , собравшего типовую серию в 1901 году.

## Распространение
Южная Америка: Перу и Эквадор.

## Описание
Мелкие слабоопушённые пчёлы коричневато-чёрного цвета, с беловато-жёлтовато-оранжевыми отметинами на теле как у ос. Длина около 1 см. Следующие морфологические признаки в совокупности отличают T. alvarengai от всех других южноамериканских Triepeolus: мезоскутум не имеет длинных и прямых волосков; базальная полоса тергита Т1 изогнута и непрерывна с боковыми продольными полосами (и неотличима от них), так что дискальный участок полукруглый или треугольный; тергиты Т1—Т4 имеют медиально прерывистые полосы бледно-желтого томентума; а апикальные поперечные полосы Т2 имеют лопастные переднелатеральные расширения. Triepeolus buchwaldi очень похож по внешнему виду на T. atoconganus и T. cecilyae, но у двух последних видов дорс мезосомы (по крайней мере, переднелатерально) и мезоплевры (по крайней мере, в верхней половине) покрыт густыми, длинными, прямостоячими, мелко ветвящимися волосками. Вид был впервые описан в 1908 году немецким энтомологом Генрихом Фризе под названием Epeolus buchwaldi Friese, 1908, а его валидный статус подтверждён в ходе ревизии, проведённой в 2024 году канадским энтомологом Томасом Онуферко (Thomas M. Onuferko, York University, Торонто, Канада) и его коллегами.